# محاولة انقلاب 2003 في بوركينا فاسو
في 7 أكتوبر 2003، وقعت محاولة انقلاب عسكري في بوركينا فاسو. نُفذت محاولة الانقلاب ضد الرئيس بليز كومباوري والمؤتمر من أجل الديمقراطية والتقدم، الحزب السياسي الحاكم في بوركينا فاسو. أسفر الأمر عن سجن العديد من أفراد القوات المسلحة والمعارضين السياسيين. بعد أكثر من عقد من الزمان، تم أخيرًا الإطاحة بنظام كومباوري في انتفاضة بوركينا فاسو 2014.

## خلفية
بليز كومباوري، وهو شخصية عسكرية مركزية في الحكومة الثورية لسلفه توماس سانكارا، وصل إلى السلطة من خلال قيادة انقلاب عام 1987 الذي قتل فيه سانكارا. بعد إلغاء العديد من إصلاحات سنكارا الراديكالية، سيطر كومباوري على دولة شهدت عدة انقلابات فاشلة وناجحة منذ استقلالها عام 1960، نفذ معظمها الجيش. خلال فترة وجوده في السلطة، اتُهم بارتكاب العديد من انتهاكات حقوق الإنسان. بالإضافة إلى تهديد الانقلابات العسكرية، واجه كومباوري أيضًا معارضة من المجتمع المدني، مثل إضراب عام كبير في عام 1999.

## الانقلاب
في 7 أكتوبر 2003، أعلن عبد الله باري، وهو رئيس حكومي يرأس المحكمة العسكرية في العاصمة واغادوغو، عن محاولة الانقلاب المزعومة. قُبض على العديد منهم واحتجزتهم الشرطة. كان معظمهم مرتبطين بالجيش، وخاصة فوج الأمن الرئاسي. وكان الضابط الأعلى رتبة الذي تم توقيفه هو القائد برنادين بودا، المتهم بسرقة أموال الجيش لتمويل الانقلاب. وكان من بين المعتقلين أيضًا ميشيل نوربرت تيندريبوغو (زعيم جبهة القوى الاجتماعية، وهو حزب سياسي سنكري، نسبة إلى توماس سانكارا) ، والقس المسيحي إسرائيل باسكال باري. تفاوت عدد الأشخاص الذين قُبض عليهم خلال الحملة باختلاف المصادر، حيث قال البعض 10، وآخرون 12، وآخرون 16.
مات واحد على الأقل من المتآمرين المفترضين في حجز الشرطة في ظروف مريبة. وزُعم أن الشخص المعني، الرقيب موسى كابوري، شنق نفسه في زنزانته في 8 أكتوبر. أعربت سفارة الولايات المتحدة عن قلقها بشأن معاملة الأفراد المحتجزين الآخرين المرتبطين بمحاولة الانقلاب، واحتجت حركة بوركينا فاسو لحقوق الإنسان والشعوب (MBDHP) من أن العديد من المحتجزين قد احتُجزوا دون توجيه تهم إليهم لفترة أطول مما يسمح به القانون. في أوائل نوفمبر سُمح أخيرًا لنشطاء حركة بوركينا فاسو لحقوق الإنسان والشعوب برؤية السجناء، وأفادوا بأن ظروفهم «مقبولة».
وبحسب مصادر حكومية، فإن المحرض الرئيسي على محاولة الانقلاب كان النقيب لوثر دياباغري والي، الذي كان سيواجه اتهامات بالخيانة. صرّح المدعي العام عبد الله باري أن والي كان على اتصال بقوى أجنبية، حيث التقى بممثلين حكوميين في كوت ديفوار وتوغو في سبتمبر 2003. ونفى كلا البلدين أي تورط في المؤامرة. في نوفمبر 2003، صرّح وزير خارجية بوركينا فاسو، يوسف ويدراوغو، لمختلف الدبلوماسيين أن الانقلاب كان مقصودًا أن يحدث خلال اجتماع لمجلس الوزراء، باستخدام أسلحة حصل عليها من فوج الأمن الرئاسي. وزُعم أن الكابتن والي قد اشترى ثلاث سيارات بيك آب 4x4 لهذا الغرض.
وبعد عدة أشهر، في وقت متأخر من ليل 17 أبريل 2004، أعلنت محكمة عسكرية في واغادوغو الحُكم على النقيب لوثر دياباغري والي بالسجن عشر سنوات دون الإفراج المشروط. وعوقب ستة أشخاص آخرين، من بينهم القس إسرائيل باسكال باري.